# Péninsule Aspotogan
La péninsule Aspotogan est une péninsule de la Nouvelle-Écosse (Canada) située dans le comté de Lunenburg. Elle est située entre la Baie de St. Margarets et la Baie de Mahone dans la municipalité de district de Chester.

## Toponymie
La péninsule reprend le nom du havre Aspotogan dont le nom dérive du micmac Ashmutogun ou Ukpudeskakun. Il signifierait « bloque le passage » ou « où les phoques rentrent et sortent ».